# モン＝ド＝マルサン
モン＝ド＝マルサン (Mont-de-Marsan) は、フランス南西部、ヌーヴェル＝アキテーヌ地域圏に属する都市であり、ランド県の県庁所在地である。ボルドーの南、約130km、スペイン国境から約110km北東に位置する。1999年現在の人口は約3万人で、ランド県では最多の人口をもつ都市である。街が創建されたのは12世紀である。
モン＝ド＝マルサン圏市街区には、隣接する自治体サン＝ピエール＝ドゥ＝モン（1999年の人口：7518人）の人口が合算される。ポー大学のモン＝ド＝マルサン・キャンパスがある。
ランド県のほぼ中央に位置するモン＝ド＝マルサン市の中心部はドゥーズ川とミドゥー川の合流点にあたる。2つの川はここでミドゥーズ川となり、最終的にアドゥール川へ注ぐ。同じアキテーヌ地域圏に属するアドゥール川河畔の都市、バイヨンヌでの河川を使用した商業活動を促進するために、この都市は創建された。

## 人口統計
| 1962年 | 1968年 | 1975年 | 1982年 | 1990年 | 1999年 | 2006年 | 2012年 |
| ------ | ------ | ------ | ------ | ------ | ------ | ------ | ------ |
| 20 191 | 24 444 | 26 166 | 27 326 | 28 328 | 29 489 | 30 230 | 31 018 |

source=1999年までLdh/EHESS/Cassini、2004年以降INSEE

## 出身者
- アラン・ジュペ - 政治家
- ジョエル・バツ - サッカー選手
- ロイス・ディオニー - サッカー選手
- ガエタン・ラボルド - サッカー選手
- サビーナ・パキエ - フィギュアスケート選手
- ジャン・ヴァン・デ・ヴェルデ - プロゴルファー

## 姉妹都市
- アリングソス、スウェーデン
- トゥデラ、スペイン